# Cercospora mercurialis
Cercospora mercurialis är en svampart som beskrevs av Pass. 1877. Cercospora mercurialis ingår i släktet Cercospora,  och familjen Mycosphaerellaceae.   Inga underarter finns listade. Den lever på bladen av Skogsbingel. De angripna ställena faller sedan ur, och bildar runda hål i bladen.